# Saliunca ealaensis
Saliunca ealaensis es una especie de mariposa de la familia Zygaenidae.
Fue descrita científicamente por Alberti en 1957.